# 安平十二軍夫墓
22°59′59″N 120°09′33″E / 22.999585°N 120.159242°E

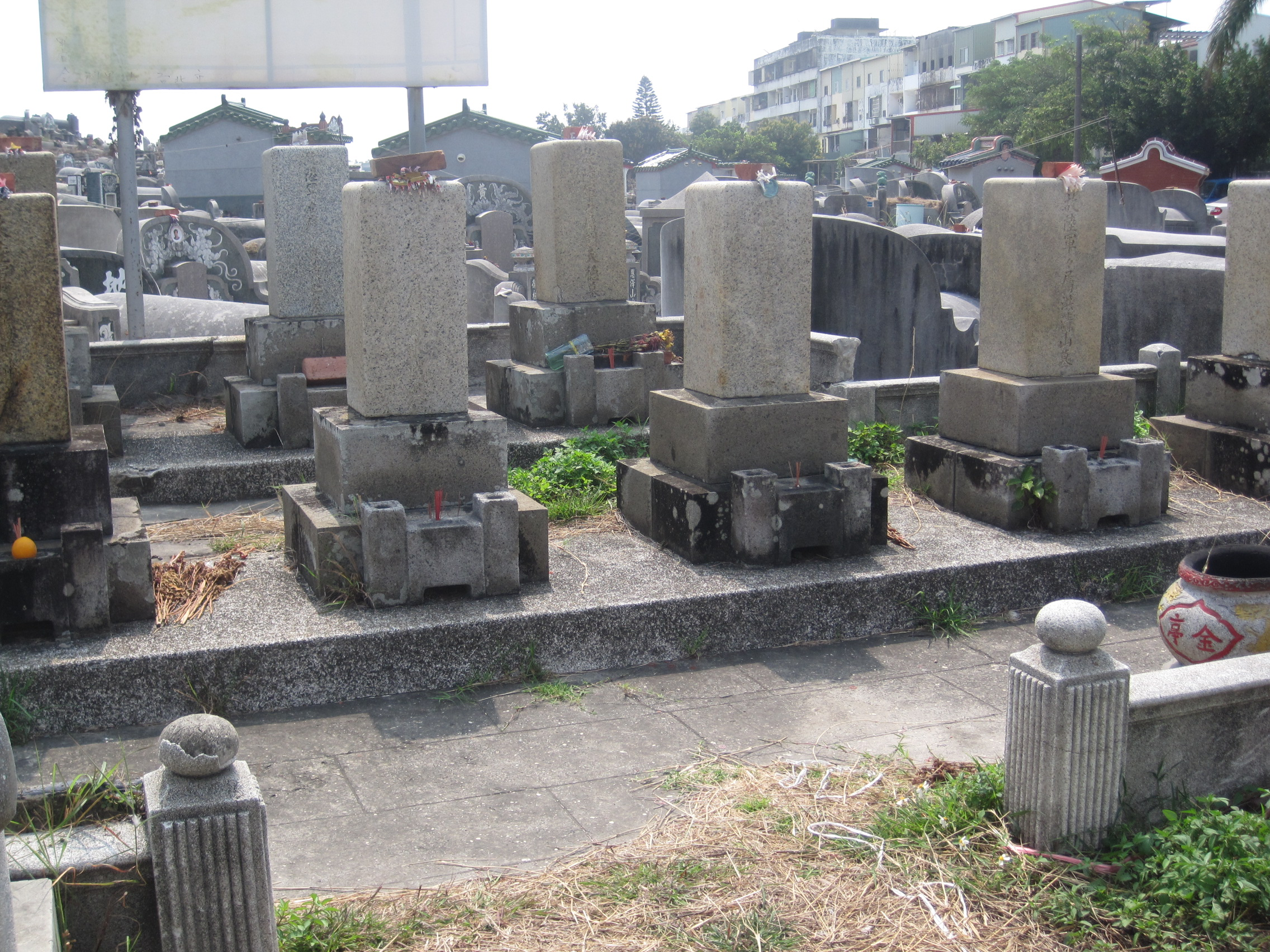
安平十二軍夫墓

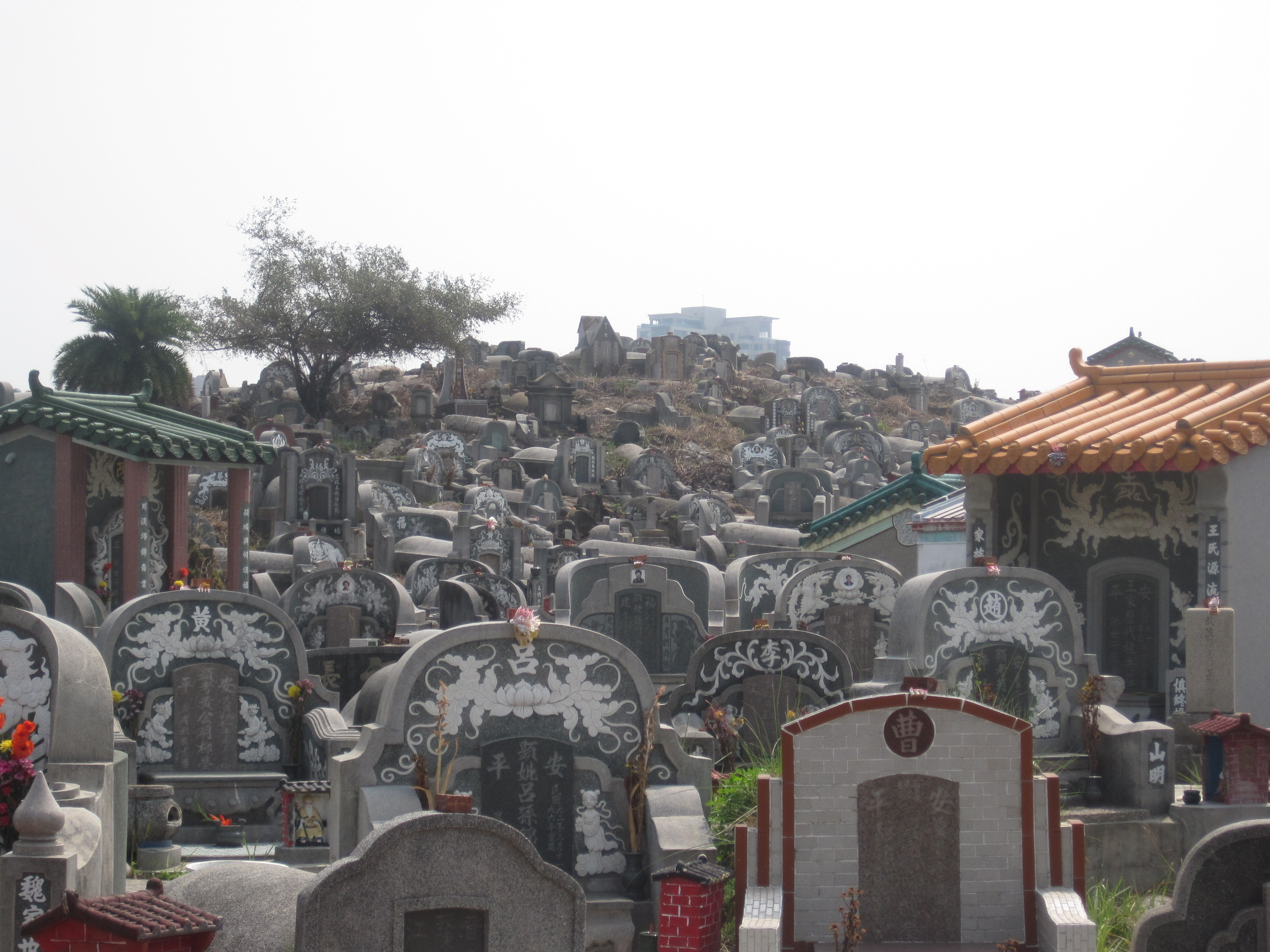
安平十二軍夫墓所在的湯匙山公墓

安平十二軍夫墓，亦作安平十二軍伕墓，位於臺灣臺南市安平區的湯匙山公墓（安平第一公墓），是日本當局於1938、1939年所建來紀念12名安平軍夫的墳墓，但在墓碑下僅埋有指甲與頭髮等物:1。由於他們是第一批為日本戰死的臺灣人，故日本讓其享有與軍人相等的待遇，給予厚葬:1。墓碑以「前九後三」的方式排列，略呈「凸」字形:47，而前面九座墓碑較早豎立，後來才又豎立三座墓碑:2。
2010年4月2日安平文教基金會於此舉辦紀念活動，為日治時期結束後第一次的公開祭祀活動。

## 背景沿革

### 安平軍夫
1937年中日戰爭正式宣戰後，由於日本方面組織軍隊進攻上海在短期內需要大量人力，遂從臺灣徵調軍夫，而光是安平一地便有四百多人被徵調:44。當時安平區區長島津秀太郎以招攬工人為由招募人員，後來這些人到了陸軍第二聯隊報到後才知道是要當軍夫:1。據這些軍夫之一的何亦盛所述，當時日軍對他們說是要去軍部工作，後來他們這些被徵召者是出發前穿上軍服時才知道真相；報到次日搭火車前往基隆，沿途停靠車站有愛國婦人會成員上車敬酒歡送:47。
這些軍夫到了上海參與淞滬會戰後，隨軍到過羅店鎮、常熟、九江、南昌及武漢三鎮等地後才返回安平，其中有人後來被二次徵調:1。據何亦盛口述的經歷，他與其他安平軍夫所搭的船在揚子江的羅店鎮上岸，之後他被編派到中支派遣軍聯隊本部平田部隊黑田支隊，並負責運送槍彈米糧到羅店鎮；當時日軍正要進攻嘉定，但當時駐守嘉定的中國軍隊有經過訓練，令日軍死傷很多才攻下，之後他隨部隊移往鎮江駐守:47。在鎮江駐守三個月後何亦盛隨軍到過無錫、江陰、安慶、九江、武昌，期間部隊有強拉當地百姓來當軍夫:48。武漢會戰後，部隊返回臺灣，從屏東林邊上岸，在屏東市待了一陣子後又到了上海與海南島，過了四五個月後才退伍返鄉:49。另據何亦盛所述，他們這批軍夫是最早去最晚回的一批，其他有的是做四個月、八個月或一年多的:49。另據曾任軍夫的許恭來所述，他是在1937年7月12日從基隆搭船到上海頂貴腰灣（疑應為「貴陽灣」）登陸，後到羅店鎮、嘉定，後來日軍準備打廣東，途中命令回臺灣休息，於屏東佳冬腳上岸、經內埔到屏東休息一個月後再從高雄港到上海，轉搭火車至杭州行軍，到過嘉興、宜興、太湖、無錫、江陰、鎮江、安慶、馬頭鎮、湖口、九江、武昌，之後從漢口搭船沿長江到上海，之後從珠海登陸廣東，到過佛山、三水，然後才返回臺灣高雄:54。
而從1937年7月14日到1939年5月19日亡故的臺灣軍夫共有4884人，其中除了安平十二軍夫墓的十二位安平軍夫外，已知尚有張水與王朝宗兩位安平軍夫:20。

### 興建經過
安平十二軍夫墓的前面九座於1938年興建，官方並為這些死者舉行聯隊葬、市葬、街葬，並於1938年5月7日舉行埋骨式典禮:1。次年又增設三座墓碑:2。

## 埋葬者
以下資料主要來自《安平軍夫的故事》所錄之墓誌銘:3－15：
| 墓⁠碑 | 姓名   | 死因     | 死亡 日期      | 死亡地點                                        | 簡介 | 備註                                |
| ---- | ------ | -------- | -------------- | ----------------------------------------------- | --- | ----------------------------------- |
|      | 蔡勇傳 | 病故     | 1938年1月9日   | 中華民國 · 江蘇省上海工作站醫院                 | 安平公學校畢業，後進入製鹽會社工作；擔任軍夫後在高橋部隊裡工作，於回臺前病故。得年21歲。 |                                     |
|      | 王阿貧 | 公傷病故 | 1938年3月2日   | 日治臺灣 · 屏東陸軍醫院                         | 安平公學校畢業，後進入製鹽會社工作；1937年9月12日於高橋部隊擔任軍夫，於1938年2月末搬運用品時受傷，後於醫院病故。得年24歲。 |                                     |
|      | 孫萊   | 戰死     | 1937年10月5日  | 中華民國 · 江蘇省寶山縣羅店鎮                   | 幼年即以臂力過人出名，後在高橋部隊高射炮隊擔任軍夫，1937年10月5日在羅店鎮搬運彈藥時中彈，從橋上墜入運河中身亡。得年23歲。 | 1943年10月14日入祀日本靖國神社:5    |
|      | 黃明萊 | 戰傷病故 | 1937年10月7日  | 中華民國 · 貴陽灣醫院 · （野戰預備病二五班:32） | 因有商業才能而被安平實業家重用，後於高橋部隊擔任軍夫，於1937年10月4日在羅店鎮附近的戰鬥中受傷，不久後病故。得年28歲。 | 1943年10月14日入祀日本靖國神社:32。 |
|      | 林水成 | 戰死     | 1937年12月19日 | 中華民國 · 江蘇省盧山                           | 年幼時父母皆亡，受叔父林紅毛薰陶，於安平公學校畢業後投入實業界養育二弟，同時擔任保甲壯丁團團員；後於高橋部隊擔任軍夫，在羅店鎮的戰鬥中表現出色而升任軍夫主管（日语：軍夫取締）。1937年12月與部隊進攻常熟途中，在12月19日夜間於江蘇省盧山山巔中彈陣亡。得年29歲。 | 1943年10月14日入祀日本靖國神社:7    |
|      | 蔡連   | 戰死     | 1937年10月4日  | 中華民國 · 江蘇省寶山縣羅店鎮                   | 年少從事水運業，後進入製鹽會社工作；後在高橋部隊機關槍隊擔任軍夫，於1937年10月4日於羅店鎮附近遭迫擊砲擊中戰死。享年41歲。 |                                     |
|      | 洪清山 | 戰死     | 1937年9月29日  | 中華民國 · 江蘇省寶山縣羅店鎮                   | 安平公學校畢業後在飲食店工作；後在高橋部隊機關槍隊擔任軍夫，於1937年9月29日於羅店鎮附近戰死。得年17歲。 |                                     |
|      | 陳養   | 戰死     | 1937年9月28日  | 中華民國 · 江蘇省寶山縣羅店鎮                   | 生來身體虛弱，後與兒子陳阿雲一同擔任軍夫，1937年9月28日戰死。死前將長子找來，遺言「七生報國」，被報紙寫稱是楠公父子再現。享年51歲。 |                                     |
|      | 陳丁   | 病故     | 1937年11月30日 | 中華民國 · 江蘇省上海平站醫院                   | 年少即繼承家中的漁業事業，後在高橋部隊擔任軍夫，於1937年11月中旬隨軍隊在白茆口登陸進攻常熟途中患病，同年11月30日上午七點病逝。享年46歲。 |                                     |
|      | 蔡福來 | 病故     | 1938年8月13日  | 日治臺灣 · 臺北醫院                             | 原在臺南驛擔任搬運工:13。於高橋部隊擔任軍夫後，1937年9月15日開始參與在羅店鎮與常熟等地的戰鬥；武漢會戰開打時，在平田部隊擔任軍夫，於江蘇省靖江附近患病，某日奉命退回本土，復歸原隊途中病逝於臺北醫院。享年38歲。                                         | 逝世後獲頒旭日勳章八等:13。         |
|      | 李秉仁 | 戰死     | 1938年9月14日  | 中華民國 · 江西省南昌                           | 於高橋部隊擔任軍夫後，1937年9月15日開始參與在羅店鎮與常熟等地的戰鬥；武漢會戰開打時，在平田部隊擔任軍夫，參與安慶、馬頭鎮、彭澤、湖口、九江等地的戰鬥，而當部隊往陽新方向追擊途中於南昌附近的戰鬥中中彈身亡。享年33歲。                                  |                                     |
|      | 謝天德 | 戰死     | 1938年6月28日  | 中華民國 · 江西省彭澤                           | 於高橋部隊擔任軍夫後，1937年9月15日開始參與在羅店鎮與常熟等地的戰鬥；武漢會戰開打時，在平田部隊擔任軍夫，參與安慶、馬頭鎮、彭澤、湖口、九江等地的戰鬥，後於彭澤附近中彈身亡。得年28歲。                                                                  | 1943年10月14日入祀日本靖國神社:33。 |

## 建築

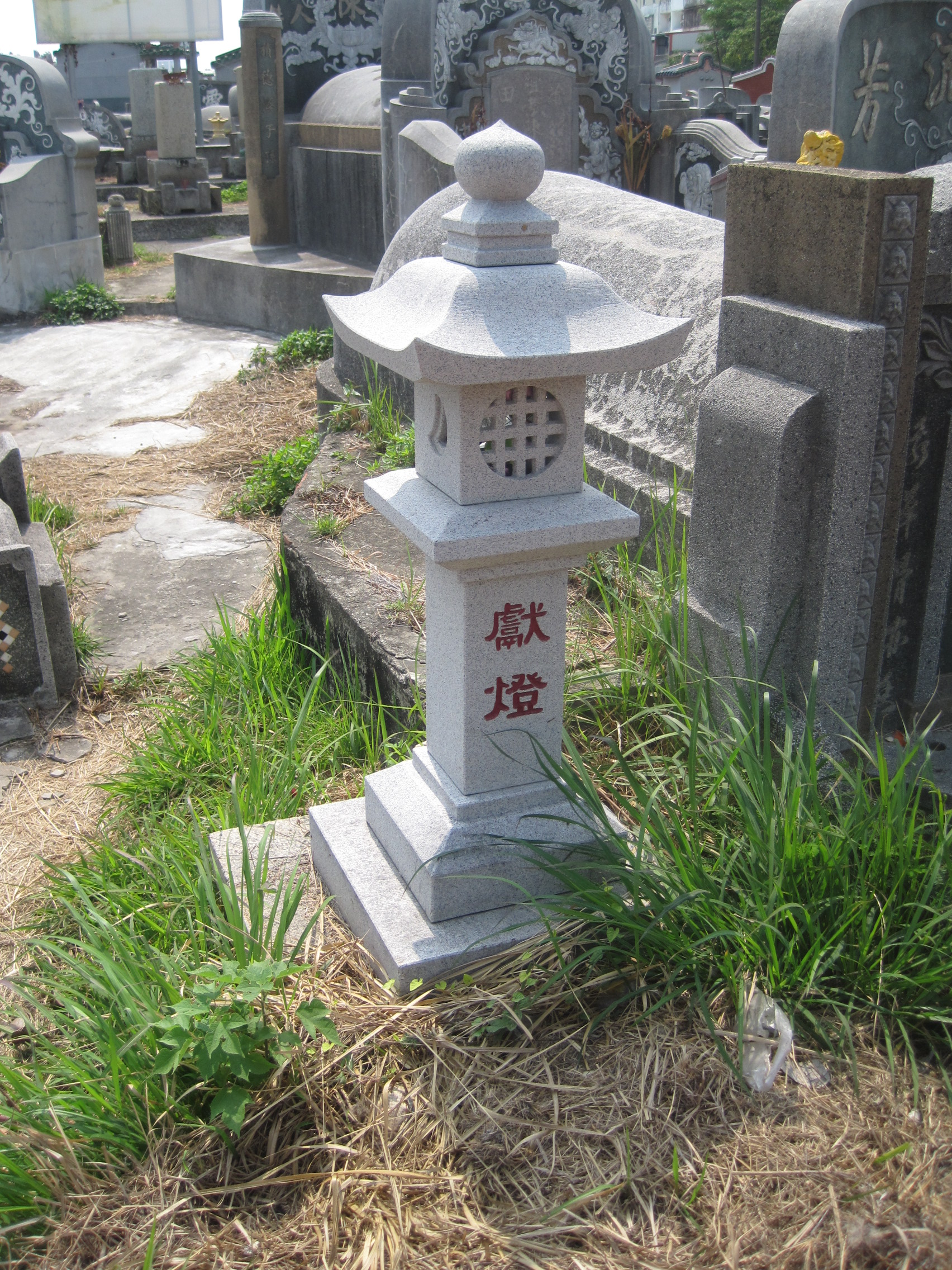
重製的石燈籠

安平十二軍夫墓的十二座墓碑石材為花崗石，以「前九後三」的方式排列，前面九座落成於1938年4月，後面三座落成於1939年3月:2。墓碑前面寫著「故陸軍軍屬某某某墓」（日语：故陸軍々屬……墓），後面則是臺南州知事川村直岡所識，王學石所書的墓誌銘:2。而在墓前原有參道與四座由臺南佛教會在1938年4月捐建的石燈籠:2，現已不存，但有重製一座石燈籠。